# Cuando acaba el placer
«Cuando acaba el placer» es una canción de género samba y balada romántica interpretada por el grupo brasileño Só Pra Contrariar, que fue lanzado como el primer sencillo de su quinto álbum Só Pra Contrariar (1998). Fue escrita por el mismo Alexandre Pires primero en la versión brasileña y después traducida al español, la cual fue la que les dio mucho más éxito y pudieron vender rápidamente el disco llegando a un elevado porcentaje de comercialización. Es una cálida balada donde representa las distintas formas de amar y los sentimientos que uno siente cuando quieres a la persona, no puedes olvidar lo que realmente sientes, así como lo muestra en el video de la banda. 
Con esta canción saltaron a la fama luego de varios álbumes publicados anteriormente, solo por su ciudad de origen fueron reconocidos hasta mediados de la década de los 90's. La canción fue lanzada también en el disco que contenía los mejores sencillos de 1998 titulado Éxitos del Ano (en portugués) considerada como una de las mejores canciones románticas desde fines de aquel año, dando así más popularidad al grupo.
Se encuentra disponible en varios sitios web de Brasil y en varios países sudamericanos. También llegó a ser considerada como una de las mejores baladas americanas, en países como México y EE. UU.

## Lista de países
Acá se encuentran los países donde la canción tuvo más éxito:
- México
- Brasil
- Argentina
- Chile
- Colombia
- Ecuador
- Perú
- Venezuela
- Estados Unidos
- Canadá

- Datos: Q5793041